# 힐앤토와 레브매칭

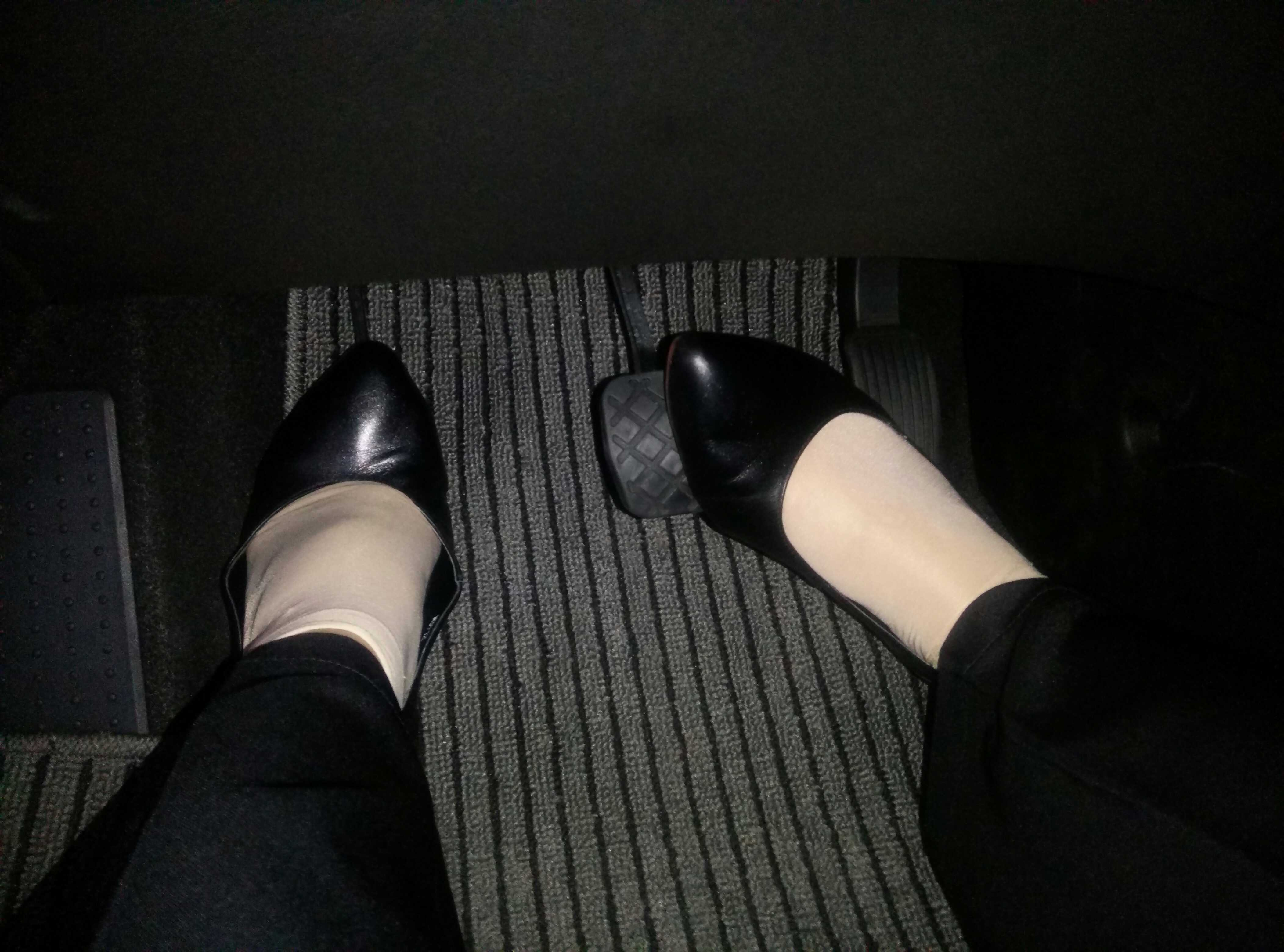
힐앤토 기술의 사용. 오른발로 브레이크와 가속 페달을 동시에 밟는다.

힐앤토(Heel-and-toe shifting) 기술은 수동변속기 차량에서 감속을 위한 기어 변속 시 레브매칭 기술과 브레이크를 동시에 사용하여 변속 충격 없이 부드럽게 감속하는 기술이다.

## 레브매칭
힐앤토 기술을 사용하기 위해서는 먼저 변속 충격과 레브매칭(Rev-matching) 기술을 이해해야 한다. 수동변속기 차량에서는 감속을 위한 기어 변속을 할 때 속도와 기어가 맞지 않으면 차가 덜컹거리는 변속 충격 현상이 발생한다. 예를 들어, 4단 기어인 상태로 시속 40~50 km로 달리다가 클러치를 밟으면 엔진 회전수가 급격히 떨어진다. 또는 4단 기어인 상태에서 시속 40 km 까지 속도가 떨어지면 엔진 회전수가 1000rpm 정도로 떨어진다. 이 상태에서 기어를 3단으로 바꾼 다음 그냥 클러치를 떼 버리면 기어에 따른 엔진의 회전수와 속도가 맞지 않아 엔진 회전수가 급격히 올라가며 차가 덜컹거리는 변속 충격 현상이 발생한다. 
레브매칭은 회전이라는 뜻의 레볼루션(revolution)과 일치시키다는 뜻의 매칭(matching)의 합성어로, 문자 그대로 엔진의 회전수를 일치시키는 것이다. 3단 기어로 시속 40 km를 내려면 엔진 회전수를 약 1600 rpm 까지 올려야 하는데, 전술한 상황에서 클러치를 밟은 다음 기어를 3단으로 바꾸기 전에 가속 페달을 밟아 엔진의 회전수를 적당히 보정(matching)하고 기어를 3단으로 바꾼 다음 클러치를 떼면 엔진 회전수가 일치해 변속 충격이 발생하지 않는다. 이러한 레브매칭 기술을 사용하면 변속 충격 없이 부드럽게 기어를 내릴 수 있다.
| 속도 km/h         | 속도 km/h | 기어 | 기어                                                                                             | 기어                                                                                             | 기어                                                                                             | 기어                                                                                             |
| 속도 km/h         | 속도 km/h | 1단  | 2단                                                                                              | 3단                                                                                              | 4단                                                                                              | 5단                                                                                              |
| ----------------- | --------- | ---- | ------------------------------------------------------------------------------------------------ | ------------------------------------------------------------------------------------------------ | ------------------------------------------------------------------------------------------------ | ------------------------------------------------------------------------------------------------ |
|                   | 80        |      |                                                                                                  |                                                                                                  |                                                                                                  |                                                                                                  |
|                   |           |      |                                                                                                  |                                                                                                  |                                                                                                  |                                                                                                  |
|                   | 78        |      |                                                                                                  |                                                                                                  |                                                                                                  |                                                                                                  |
|                   |           |      |                                                                                                  |                                                                                                  |                                                                                                  |                                                                                                  |
|                   | 76        |      |                                                                                                  |                                                                                                  |                                                                                                  |                                                                                                  |
|                   |           |      |                                                                                                  |                                                                                                  |                                                                                                  |                                                                                                  |
|                   | 74        |      |                                                                                                  |                                                                                                  |                                                                                                  |                                                                                                  |
|                   |           |      |                                                                                                  |                                                                                                  |                                                                                                  |                                                                                                  |
|                   | 72        |      |                                                                                                  |                                                                                                  |                                                                                                  |                                                                                                  |
|                   |           |      |                                                                                                  |                                                                                                  |                                                                                                  |                                                                                                  |
|                   | 70        |      |                                                                                                  |                                                                                                  |                                                                                                  |                                                                                                  |
|                   |           |      |                                                                                                  |                                                                                                  |                                                                                                  |                                                                                                  |
|                   | 68        |      |                                                                                                  |                                                                                                  |                                                                                                  |                                                                                                  |
|                   |           |      |                                                                                                  |                                                                                                  |                                                                                                  |                                                                                                  |
|                   | 66        |      |                                                                                                  |                                                                                                  |                                                                                                  |                                                                                                  |
|                   |           |      |                                                                                                  |                                                                                                  |                                                                                                  |                                                                                                  |
|                   | 64        |      |                                                                                                  |                                                                                                  |                                                                                                  |                                                                                                  |
|                   |           |      |                                                                                                  |                                                                                                  |                                                                                                  |                                                                                                  |
|                   | 62        |      |                                                                                                  |                                                                                                  |                                                                                                  |                                                                                                  |
|                   |           |      |                                                                                                  |                                                                                                  |                                                                                                  |                                                                                                  |
|                   | 60        |      |                                                                                                  |                                                                                                  |                                                                                                  |                                                                                                  |
|                   |           |      |                                                                                                  |                                                                                                  |                                                                                                  |                                                                                                  |
|                   | 58        |      |                                                                                                  |                                                                                                  |                                                                                                  |                                                                                                  |
|                   |           |      |                                                                                                  |                                                                                                  |                                                                                                  |                                                                                                  |
|                   | 56        |      |                                                                                                  |                                                                                                  |                                                                                                  |                                                                                                  |
|                   |           |      |                                                                                                  |                                                                                                  |                                                                                                  |                                                                                                  |
|                   | 54        |      |                                                                                                  |                                                                                                  |                                                                                                  |                                                                                                  |
|                   |           |      |                                                                                                  |                                                                                                  |                                                                                                  |                                                                                                  |
|                   | 52        |      |                                                                                                  |                                                                                                  |                                                                                                  |                                                                                                  |
|                   |           |      |                                                                                                  |                                                                                                  |                                                                                                  |                                                                                                  |
|                   | 50        |      |                                                                                                  |                                                                                                  |                                                                                                  |                                                                                                  |
|                   |           |      |                                                                                                  |                                                                                                  |                                                                                                  |                                                                                                  |
|                   | 48        |      |                                                                                                  |                                                                                                  |                                                                                                  |                                                                                                  |
|                   |           |      |                                                                                                  |                                                                                                  |                                                                                                  |                                                                                                  |
|                   | 46        |      |                                                                                                  |                                                                                                  |                                                                                                  |                                                                                                  |
|                   |           |      |                                                                                                  |                                                                                                  |                                                                                                  |                                                                                                  |
|                   | 44        |      |                                                                                                  |                                                                                                  |                                                                                                  |                                                                                                  |
|                   |           |      |                                                                                                  |                                                                                                  |                                                                                                  |                                                                                                  |
|                   | 42        |      |                                                                                                  |                                                                                                  |                                                                                                  |                                                                                                  |
|                   |           |      |                                                                                                  |                                                                                                  |                                                                                                  |                                                                                                  |
|                   | 40        |      |                                                                                                  |                                                                                                  |                                                                                                  |                                                                                                  |
|                   |           |      |                                                                                                  |                                                                                                  |                                                                                                  |                                                                                                  |
|                   | 38        |      |                                                                                                  |                                                                                                  |                                                                                                  |                                                                                                  |
|                   |           |      |                                                                                                  |                                                                                                  |                                                                                                  |                                                                                                  |
|                   | 36        |      |                                                                                                  |                                                                                                  |                                                                                                  |                                                                                                  |
|                   |           |      |                                                                                                  |                                                                                                  |                                                                                                  |                                                                                                  |
|                   | 34        |      |                                                                                                  |                                                                                                  |                                                                                                  |                                                                                                  |
|                   |           |      |                                                                                                  |                                                                                                  |                                                                                                  |                                                                                                  |
|                   | 32        |      |                                                                                                  |                                                                                                  |                                                                                                  |                                                                                                  |
|                   |           |      |                                                                                                  |                                                                                                  |                                                                                                  |                                                                                                  |
|                   | 30        |      |                                                                                                  |                                                                                                  |                                                                                                  |                                                                                                  |
|                   |           |      |                                                                                                  |                                                                                                  |                                                                                                  |                                                                                                  |
|                   | 28        |      |                                                                                                  |                                                                                                  |                                                                                                  |                                                                                                  |
|                   |           |      |                                                                                                  |                                                                                                  |                                                                                                  |                                                                                                  |
|                   | 26        |      |                                                                                                  |                                                                                                  |                                                                                                  |                                                                                                  |
|                   |           |      |                                                                                                  |                                                                                                  |                                                                                                  |                                                                                                  |
|                   | 24        |      |                                                                                                  |                                                                                                  |                                                                                                  |                                                                                                  |
|                   |           |      |                                                                                                  |                                                                                                  |                                                                                                  |                                                                                                  |
|                   | 22        |      |                                                                                                  |                                                                                                  |                                                                                                  |                                                                                                  |
|                   |           |      |                                                                                                  |                                                                                                  |                                                                                                  |                                                                                                  |
|                   | 20        |      |                                                                                                  |                                                                                                  |                                                                                                  |                                                                                                  |
|                   |           |      |                                                                                                  |                                                                                                  |                                                                                                  |                                                                                                  |
|                   | 18        |      |                                                                                                  |                                                                                                  |                                                                                                  |                                                                                                  |
|                   |           |      |                                                                                                  |                                                                                                  |                                                                                                  |                                                                                                  |
|                   | 16        |      |                                                                                                  |                                                                                                  |                                                                                                  |                                                                                                  |
|                   |           |      |                                                                                                  |                                                                                                  |                                                                                                  |                                                                                                  |
|                   | 14        |      |                                                                                                  |                                                                                                  |                                                                                                  |                                                                                                  |
|                   |           |      |                                                                                                  |                                                                                                  |                                                                                                  |                                                                                                  |
|                   | 12        |      |                                                                                                  |                                                                                                  |                                                                                                  |                                                                                                  |
|                   |           |      |                                                                                                  |                                                                                                  |                                                                                                  |                                                                                                  |
|                   | 10        |      |                                                                                                  |                                                                                                  |                                                                                                  |                                                                                                  |
|                   |           |      |                                                                                                  |                                                                                                  |                                                                                                  |                                                                                                  |
|                   | 8         |      |                                                                                                  |                                                                                                  |                                                                                                  |                                                                                                  |
|                   |           |      |                                                                                                  |                                                                                                  |                                                                                                  |                                                                                                  |
|                   | 6         |      |                                                                                                  |                                                                                                  |                                                                                                  |                                                                                                  |
|                   |           |      |                                                                                                  |                                                                                                  |                                                                                                  |                                                                                                  |
|                   | 4         |      |                                                                                                  |                                                                                                  |                                                                                                  |                                                                                                  |
|                   |           |      |                                                                                                  |                                                                                                  |                                                                                                  |                                                                                                  |
|                   | 2         |      |                                                                                                  |                                                                                                  |                                                                                                  |                                                                                                  |
|                   |           |      |                                                                                                  |                                                                                                  |                                                                                                  |                                                                                                  |
| 엔진 회전수 (rpm) |           |      |                                                                                                  |                                                                                                  |                                                                                                  |                                                                                                  |
|                   | 3000      |      | 적색(■) : 과다 (2,000 rpm 이상) 청색(■) : 적절 (1,000~2,000 rpm) 황색(■) : 부족 (1,000 rpm 이하) | 적색(■) : 과다 (2,000 rpm 이상) 청색(■) : 적절 (1,000~2,000 rpm) 황색(■) : 부족 (1,000 rpm 이하) | 적색(■) : 과다 (2,000 rpm 이상) 청색(■) : 적절 (1,000~2,000 rpm) 황색(■) : 부족 (1,000 rpm 이하) | 적색(■) : 과다 (2,000 rpm 이상) 청색(■) : 적절 (1,000~2,000 rpm) 황색(■) : 부족 (1,000 rpm 이하) |
|                   | 3000      |      | 적색(■) : 과다 (2,000 rpm 이상) 청색(■) : 적절 (1,000~2,000 rpm) 황색(■) : 부족 (1,000 rpm 이하) | 적색(■) : 과다 (2,000 rpm 이상) 청색(■) : 적절 (1,000~2,000 rpm) 황색(■) : 부족 (1,000 rpm 이하) | 적색(■) : 과다 (2,000 rpm 이상) 청색(■) : 적절 (1,000~2,000 rpm) 황색(■) : 부족 (1,000 rpm 이하) | 적색(■) : 과다 (2,000 rpm 이상) 청색(■) : 적절 (1,000~2,000 rpm) 황색(■) : 부족 (1,000 rpm 이하) |
|                   | 2500      |      | 적색(■) : 과다 (2,000 rpm 이상) 청색(■) : 적절 (1,000~2,000 rpm) 황색(■) : 부족 (1,000 rpm 이하) | 적색(■) : 과다 (2,000 rpm 이상) 청색(■) : 적절 (1,000~2,000 rpm) 황색(■) : 부족 (1,000 rpm 이하) | 적색(■) : 과다 (2,000 rpm 이상) 청색(■) : 적절 (1,000~2,000 rpm) 황색(■) : 부족 (1,000 rpm 이하) | 적색(■) : 과다 (2,000 rpm 이상) 청색(■) : 적절 (1,000~2,000 rpm) 황색(■) : 부족 (1,000 rpm 이하) |
|                   |           |      | 적색(■) : 과다 (2,000 rpm 이상) 청색(■) : 적절 (1,000~2,000 rpm) 황색(■) : 부족 (1,000 rpm 이하) | 적색(■) : 과다 (2,000 rpm 이상) 청색(■) : 적절 (1,000~2,000 rpm) 황색(■) : 부족 (1,000 rpm 이하) | 적색(■) : 과다 (2,000 rpm 이상) 청색(■) : 적절 (1,000~2,000 rpm) 황색(■) : 부족 (1,000 rpm 이하) | 적색(■) : 과다 (2,000 rpm 이상) 청색(■) : 적절 (1,000~2,000 rpm) 황색(■) : 부족 (1,000 rpm 이하) |
|                   | 2000      |      | 적색(■) : 과다 (2,000 rpm 이상) 청색(■) : 적절 (1,000~2,000 rpm) 황색(■) : 부족 (1,000 rpm 이하) | 적색(■) : 과다 (2,000 rpm 이상) 청색(■) : 적절 (1,000~2,000 rpm) 황색(■) : 부족 (1,000 rpm 이하) | 적색(■) : 과다 (2,000 rpm 이상) 청색(■) : 적절 (1,000~2,000 rpm) 황색(■) : 부족 (1,000 rpm 이하) | 적색(■) : 과다 (2,000 rpm 이상) 청색(■) : 적절 (1,000~2,000 rpm) 황색(■) : 부족 (1,000 rpm 이하) |
|                   |           |      | 적색(■) : 과다 (2,000 rpm 이상) 청색(■) : 적절 (1,000~2,000 rpm) 황색(■) : 부족 (1,000 rpm 이하) | 적색(■) : 과다 (2,000 rpm 이상) 청색(■) : 적절 (1,000~2,000 rpm) 황색(■) : 부족 (1,000 rpm 이하) | 적색(■) : 과다 (2,000 rpm 이상) 청색(■) : 적절 (1,000~2,000 rpm) 황색(■) : 부족 (1,000 rpm 이하) | 적색(■) : 과다 (2,000 rpm 이상) 청색(■) : 적절 (1,000~2,000 rpm) 황색(■) : 부족 (1,000 rpm 이하) |
|                   | 1500      |      | 적색(■) : 과다 (2,000 rpm 이상) 청색(■) : 적절 (1,000~2,000 rpm) 황색(■) : 부족 (1,000 rpm 이하) | 적색(■) : 과다 (2,000 rpm 이상) 청색(■) : 적절 (1,000~2,000 rpm) 황색(■) : 부족 (1,000 rpm 이하) | 적색(■) : 과다 (2,000 rpm 이상) 청색(■) : 적절 (1,000~2,000 rpm) 황색(■) : 부족 (1,000 rpm 이하) | 적색(■) : 과다 (2,000 rpm 이상) 청색(■) : 적절 (1,000~2,000 rpm) 황색(■) : 부족 (1,000 rpm 이하) |
|                   |           |      | 적색(■) : 과다 (2,000 rpm 이상) 청색(■) : 적절 (1,000~2,000 rpm) 황색(■) : 부족 (1,000 rpm 이하) | 적색(■) : 과다 (2,000 rpm 이상) 청색(■) : 적절 (1,000~2,000 rpm) 황색(■) : 부족 (1,000 rpm 이하) | 적색(■) : 과다 (2,000 rpm 이상) 청색(■) : 적절 (1,000~2,000 rpm) 황색(■) : 부족 (1,000 rpm 이하) | 적색(■) : 과다 (2,000 rpm 이상) 청색(■) : 적절 (1,000~2,000 rpm) 황색(■) : 부족 (1,000 rpm 이하) |
|                   | 1000      |      | 적색(■) : 과다 (2,000 rpm 이상) 청색(■) : 적절 (1,000~2,000 rpm) 황색(■) : 부족 (1,000 rpm 이하) | 적색(■) : 과다 (2,000 rpm 이상) 청색(■) : 적절 (1,000~2,000 rpm) 황색(■) : 부족 (1,000 rpm 이하) | 적색(■) : 과다 (2,000 rpm 이상) 청색(■) : 적절 (1,000~2,000 rpm) 황색(■) : 부족 (1,000 rpm 이하) | 적색(■) : 과다 (2,000 rpm 이상) 청색(■) : 적절 (1,000~2,000 rpm) 황색(■) : 부족 (1,000 rpm 이하) |
|                   |           |      | 적색(■) : 과다 (2,000 rpm 이상) 청색(■) : 적절 (1,000~2,000 rpm) 황색(■) : 부족 (1,000 rpm 이하) | 적색(■) : 과다 (2,000 rpm 이상) 청색(■) : 적절 (1,000~2,000 rpm) 황색(■) : 부족 (1,000 rpm 이하) | 적색(■) : 과다 (2,000 rpm 이상) 청색(■) : 적절 (1,000~2,000 rpm) 황색(■) : 부족 (1,000 rpm 이하) | 적색(■) : 과다 (2,000 rpm 이상) 청색(■) : 적절 (1,000~2,000 rpm) 황색(■) : 부족 (1,000 rpm 이하) |
|                   | 500       |      | 적색(■) : 과다 (2,000 rpm 이상) 청색(■) : 적절 (1,000~2,000 rpm) 황색(■) : 부족 (1,000 rpm 이하) | 적색(■) : 과다 (2,000 rpm 이상) 청색(■) : 적절 (1,000~2,000 rpm) 황색(■) : 부족 (1,000 rpm 이하) | 적색(■) : 과다 (2,000 rpm 이상) 청색(■) : 적절 (1,000~2,000 rpm) 황색(■) : 부족 (1,000 rpm 이하) | 적색(■) : 과다 (2,000 rpm 이상) 청색(■) : 적절 (1,000~2,000 rpm) 황색(■) : 부족 (1,000 rpm 이하) |
|                   |           |      | 적색(■) : 과다 (2,000 rpm 이상) 청색(■) : 적절 (1,000~2,000 rpm) 황색(■) : 부족 (1,000 rpm 이하) | 적색(■) : 과다 (2,000 rpm 이상) 청색(■) : 적절 (1,000~2,000 rpm) 황색(■) : 부족 (1,000 rpm 이하) | 적색(■) : 과다 (2,000 rpm 이상) 청색(■) : 적절 (1,000~2,000 rpm) 황색(■) : 부족 (1,000 rpm 이하) | 적색(■) : 과다 (2,000 rpm 이상) 청색(■) : 적절 (1,000~2,000 rpm) 황색(■) : 부족 (1,000 rpm 이하) |

- 위 표는 수동 변속의 이해를 돕기 위해 각 기어에 맞는 속도 범위를 대략적으로만 나타낸 것으로 기어에 맞는 속도 범위는 차종마다 다르다.

## 힐앤토
힐앤토는 발꿈치(heel)와 발 앞쪽의 발가락 부분(toe)을 사용해 브레이크와 가속 페달을 동시에 밟는 기술로 레브매칭과 브레이크를 동시에 사용한다. 힐앤토는 원래 카레이싱 선수들이 수동변속기 차량에서 주행 중 코너 진입 시 감속후 빠르게 재가속할 수 있도록 사용하는 고급 기술이다. 오른발 앞쪽 부분으로 브레이크를 밟아 속도를 줄임과 동시에 발뒤꿈치로 가속 페달을 밟아 내리고자 하는 단수에 맞게 엔진 회전수를 보정하고, 기어 단수를 내린 다음 클러치를 연결한다. 이때 제동과 동시에 시프트 다운을 하는 경우 엔진에 트러블이 발생한다. 이 기술을 사용하면 레브매칭으로 엔진 미션을 보호할 수 있고 변속 충격이 없으며 엔진 회전수가 많이 떨어지지 않아 저단 기어에서도 힘있게 치고 나갈 수 있다. 그러나 운전자 개인의 신체적인 특성상 발목이 부드럽지 못한 경우, 또는 발 사이즈가 작은 경우에는 힐앤토를 활용할 수 없고, 힐앤토 기술을 습득하는 데 엔진 회전수와 레브매칭에 대한 고도의 이해와 경험이 요구되며, 주행 중 빠른 시간 안에 왼발로 클러치를 밟고 기어를 변경하면서 오른발로 브레이크 및 가속 페달을 동시에 조작하여야 하기 때문에 초보 운전자에게는 매우 어려운 기술이다.

### 더블 클러치
브레이크 페달을 밟을 필요가 없는 상황에서는, 변속 충격이 없는 부드러운 변속을 위하여 왼발로는 클러치 페달을 조작하고, 변속기의 중립 상태에서 오른발로 가속 페달을 밟아주는 더블 클러치 기술을 사용한다.

### 예시
3단 기어에서 2단 기어로 바꾸는 상황을 가정한다. 커브를 돌기 직전 브레이크 페달을 밟아 속도를 조금 낮추어 2단 기어의 엔진 회전수 범위 안에 진입하고, 오른발을 돌려 가속 페달을 밟을 준비를 함과 동시에 클러치 페달을 밟는다. 클러치를 밟으면 엔진 회전수가 급격히 떨어지는데, 이 때 오른발 뒤꿈치(heel)로 가속 페달을 밟아 2단 기어에 맞게 엔진 회전수를 상승시킨다. 이를 위해서는 기어에 맞는 속도와 엔진 회전수의 범위를 잘 알고 있어야 한다. 주행 속도와 엔진 회전수가 맞으면 기어를 2단으로 바꾸고 클러치에서 발을 서서히 떼고 가속 페달을 밟는다.

## 같이 보기
- 수동변속기